# Souhvězdí Malého vodního hada
Malý vodní had je jedno z 88 souhvězdí moderní astronomie, leží na jižní obloze. Zavedli ho nizozemští mořeplavci Pieter Dirkszoon Keyser a Frederick de Houtman. Johann Bayer ho roku 1603 zobrazil ve svém atlase Uranometrie a pomohl tak jeho rozšíření.

## Hvězdy a objekty
| Hvězda | Jméno | Hvězdná velikost |
| ------ | ----- | ---------------- |
| α Hyi  | α Hyi | 2,86m            |
| β Hyi  | β Hyi | 2,79m            |
| γ Hyi  | γ Hyi | 3,26m            |

Žádná z hvězd Malého vodního hada nemá vlastní jméno. Alfa Hydri má zdánlivou hvězdnou velikost 2,86 a je od Země vzdálená 71 ly. Je druhou nejjasnější hvězdou souhvězdí. Beta Hydri je známá tím, že má stejný spektrální typ jako Slunce - G2. Proto se o ní hovoří jako o sesterské hvězdě Slunce, rovněž není ve vývoji o mnoho dále. Gama Hydri, poslední jasná hvězda v souhvězdí, je od nás dále než předešlé dvě hvězdy, až 214 ly, a je červeným obrem. Hvězdy alfa, beta a gama vytvářejí přibližně rovnoramenný trojúhelník.
Pouhým okem neviditelná HD 10180 sedmé hvězdné velikosti je neobyčejná tím, že ji obíhá minimálně šest, možná až sedm exoplanet.
Optickou dvojhvězdou rozlišitelnou už pouhým okem je pí Hyi. Obě její složky mají podobnou magnitudu. Jako mnoho takových širokých dvojhvězd, i tyto dvě ve skutečnosti v prostoru nemají nic společného. Kromě této dvojice souhvězdí ještě nabízí dvojhvězdu H3475.
Jako souhvězdí ležící daleko od galaktické roviny je Malý vodní had velmi chudý na objekty. Jeho nejjasnější galaxie je NGC 1511.

## Poloha
Daleko na jihu ležící Malý vodní had vyplňuje prostor mezi dvojici Magellanových mračen, jasným Achernarem z Eridana a jižním nebeským pólem. Z území České republiky je neviditelný. Pozorovatelný je až v oblastech jižně od 32. a celý až od osmé rovnoběžky.